# Friedrich-Georg Eberhardt
Friedrich-Georg Eberhardt (ur. 15 stycznia 1892 w Strasburgu, zm. 9 września 1964 w Wiesbaden) – niemiecki oficer Wehrmachtu w randze Generalleutnanta, służył podczas II wojny światowej. Za swoją służbę został odznaczony Krzyżem Rycerskim Krzyża Żelaznego. Dowodził atakiem na Westerplatte.  

## Odznaczenia
- Krzyż Żelazny II klasy (1 października 1914)[1]
- Krzyż Żelazny I klasy (26 lipca 1917)[1]
- Czarna Odznaka za Rany (27 czerwca 1918)[1]
- Krzyż Honorowy dla Walczących na Froncie (15 stycznia 1935)[1]
- Zapinka do Krzyża Żelaznego 1939
- Medal za Kampanię Zimową na Wschodzie 1941/1942 (14 sierpnia 1942)[1]
- Krzyż Rycerski Krzyża Żelaznego – (31 grudnia 1941)[1]
- Odznaka za 25-letnią Służbę w Heer (2 października 1936)[1]
- Krzyż Gdański I klasy (16 października 1939)[1]
- Krzyż Zasługi Wojskowej III klasy z dekoracją wojenną[1]
- Krzyż Wielki Orderu Świętego Aleksandra z mieczami (15 lipca 1941)[1]